# Keelukoppa, Bangarapet
Keelukoppa là một làng thuộc tehsil Bangarapet, huyện Kolar, bang Karnataka, Ấn Độ.